# 당추동 사람들
《당추동 사람들》은 1989년 10월 15일부터 1990년 9월 2일까지 방영된 한국방송공사 2TV 일요아침드라마로, 가난한 서민들과 중산층이 어울려 사는 당추동을 무대로 늘 이웃사랑을 잊지 않고 사는 서민들의 따뜻한 삶을 그린 일요아침드라마이다.

## 방송 시간
| 방송 채널 | 방송 기간                         | 방송 시간                           |
| --------- | --------------------------------- | ----------------------------------- |
| KBS 2TV   | 1989년 10월 15일 ~ 1990년 4월 8일 | 매주 일요일 오전 9:00 ~ 9:50 (50분) |
| KBS 2TV   | 1990년 4월 15일 ~ 1990년 9월 2일  | 매주 일요일 오전 8:50 ~ 9:40 (50분) |

## 등장 인물
- 오현경 : 아셔더 역
- 황준욱
- 하희라 : 미용사 역
- 나문희
- 김형자
- 김을동
- 남윤정
- 곽경환
- 박봉서
- 이일웅
- 홍요섭
- 오대규
- 김영인

## 방영목록
제1화 장닭이 울어야
제2화 당추동에 샛별떴네
제3화 가지많은 나무에
제4화 목구멍이 포도청
제5화 무자식이 상팦자
제6화 광에서 인삼나고
제7화 삭풍은 가지끝에 불고
제8화 거울도 겨울 나름
제9화 고래싸움에 새우등
제10화 콩심은데 콩나고
제11화 용서하고 사랑하고
제12화 묵은 해는 지나가고
제13화 시작이 반
제14화 꿩먹고 알먹고
제15화 동네 북
제16화 어라 지신이여
제17화 화촉동방
제18화 미운오리새끼
제19화 황새와 뱁새
제20화 방황의 끝
제21화 남풍이 불면
제22화 사랑이어라
제23화 지성이면 감천
제24화 벙어리 냉가슴
제25화 4월의 연가
제26화 청명 좋은날에
제27화 봄에는 씨뿌리고
제28화 잔인한 4월은 가고
제29화 봄날은 간다(전편)
제30화 봄날은 간다(후편)
제31화 한솥밥 식구
제32화 벼랑에 서다(전편)
제33화 벼랑에 서다(후편)
제34화 우리엄마
제35화 말 안듣는 아들
제36화 바다표범
제37화 고향이 그리워도
제38화 사랑의 미로
제39화 아버지와 아들
제40화 예비부부
제41화 좋은아들
제42화 또시작이네
제43화 어허라 둥기둥기(최종회)